# Osselle
Osselle är en kommun i departementet Doubs i regionen Bourgogne-Franche-Comté i östra Frankrike. Kommunen ligger i kantonen Boussières som tillhör arrondissementet Besançon. År 2018 hade Osselle 444 invånare.

## Befolkningsutveckling
Antalet invånare i kommunen Osselle
Referens:INSEE